# Hans Curschmann
Hans Curschmann (ur. 14 sierpnia 1875 w Berlinie, zm. 1 marca 1950 w Rostocku) – niemiecki lekarz neurolog.

## Życiorys
Syn Heinricha Curschmanna. Studiował medycynę we Fryburgu Bryzgowijskim, Lipsku i Monachium. Tytuł doktora medycyny otrzymał w 1900 roku, od 1900 do 1907 roku pracował w Instytucie Patologiczno-Anatomicznym w Lipsku, a także w klinikach w Heidelbergu, Berlinie i Tybindze. W 1906 roku uzyskał stopień doktora habilitowanego. Następnie był ordynatorem na oddziale internistycznym szpitala miejskiego w Moguncji. W 1916 roku został profesorem nadzwyczajnym i dyrektorem kliniki w Rostocku.
Zajmował się organicznymi chorobami neurologicznymi, psychiatrią, chorobami krwi i schorzeniami endokrynologicznymi, kardiologią, ftyzjatrią i balneologią. W 1909 roku redagował razem z Franzem Kramerem pierwsze wydanie podręcznika Lehrbuch der Nervenkrankheiten (Springer, Berlin 1909). Opisał szczegółowo scharakteryzowaną po raz pierwszy przez Hansa Steinerta miotonię, określaną niekiedy jako zespół Steinerta-Curschmanna.

## Wybrane prace
- Über familiäre atropische Myotonie. Deutsche Zeitschrift für Nervenheilkunde 45, ss. 161-202 (1912)
- Lehrbuch der Nervenkrankheiten. Berlin, 1909
- Lehrbuch der Nervenkrankheiten, 2 Aufl. Berlin, 1925
- Pathogenese und Therapie der Arteriossklerose. Abh Stoffwechselkrk, Halle, 1921
- Nervenkrankheiten. Klin Lehrk d M m W; volume 2. Muenchen, 1924.
- Die Hypothyreosen der Erwachsenen. W: Handbuch der inneren Sekretion, vol. 3. Leipzig, 1928.
- Endokrine Krankheiten. W: Med Praxis; volume 1. Dresden-Leipzig, 1928.